# Hlipiceni (gmina)
Hlipiceni – gmina w Rumunii, w okręgu Botoszany. Obejmuje miejscowości Dragalina, Hlipiceni i Victoria. W 2011 roku liczyła 3420 mieszkańców.